# 국회인권상
국회인권상은 대한민국 제15대 국회 때에 설립되어 사각지대에 놓여있는 국내·외의 인권문제를 다루어 온 국회인권포럼이 2006년에 제정한 상이다. 인권보호를 위해 기여한 활동가를 선정, 인권보호 및 증진을 위해 기여한 공로를 치하하고 숭고한 뜻을 기리고자 올해의 인권상을 제정하였다.

## 역대 수상자
| 연도            | 수상자                                                              | 수상 사유 |
| --------------- | ------------------------------------------------------------------- | --- |
| 2005년 12월 1회 | 권관우 한국에이즈퇴치연맹 사무총장                                  | |
| 2007년 3월 2회  | 박필립 한국에이즈퇴치연맹 사무총장                                  | 탈북자 구호활동을 벌이다 중국 당국에 체포돼 1년여간 수감 생활까지 했던 재미교포 |
| 2008년 3회      | 서경석 목사서울/안산조선족교회 담임목사이자 기독교사회책임 공동대표 | 중국동포와 북한이탈주민 등 우리 사회의 약자를 보호하고 지원하는 등 인권보호를 위해 몸을 아끼지 않는 활동을 해온 공적을 인정                                                                                   |
| 2009년          | 전제용 원양어선 선장                                                | 1985년 베트남 보트피플 95명을 구조, 난센상 후보에 여러차례 이름을 올린 바 있다. |
| 2010년          |                                                                     | |
| 2011년 3월      | 다카기 겐이치 변호사                                                | 사할린 잔류 한인 문제에 관심을 갖고 지난 1975년 일본변호사연합회에 인권구제를 제기한 데 이어 '가라후토(사할린) 잔류자 귀환 청구 소송'을 제기                                                                  |
| 2011년 12월     | 이미일 6.25전쟁납북자가족협의회 이사장                              | |
| 2012년 11월 7회 | 조정실 학교폭력피해자가족협의회 회장                                | 학교폭력 피해 학생들과 가족들의 목소리를 대변하고 그들의 인권 보호 및 증진을 위해 지난 12년간 활동 |
| 2013년 8회      | 김태훈 변호사                                                       | 국가인권위원회의 주된 사업으로 북한인권문제, 특히 탈북자들의 문제에 대해 문을 열어준 공로 |
| 2014년 9회      | 신용자 한국씨니어연합 이사장                                        | 1962년부터 1997년까지 국회 공무원으로 재직, 국회 최초의 여성 사무관, 국회 최초 여성 서기관, 국회 최초 여성 국장으로 여성 지위 향상에 앞장서며 여성지위 향상과 노인인권 증진을 위해 힘쓴 점이 높게 평가받았다. |
| 2016년 11회     | 김석우 21세기국가발전연구원 원장                                    | 북한이탈주민정착에 관한 법률과 시행령을 마련 하나원 설립주도, 인도지원국을 신설해 북한에 대한 인도적 지원체계를 구축                                                                                          |
| 2017년 12회     | 태영호전 북한 영국주재 공사                                         | |